# Dundalk Bay
Dundalk Bay är en vik i republiken Irland. Den ligger i den nordöstra delen av landet, 70 km norr om huvudstaden Dublin.